# Kot Feliks
Kot Feliks (ang. Felix the Cat) – czarno-biały kot, postać początkowo z niemych kreskówek, później pojawiał się już z własnym głosem. Został stworzony w 1919 roku przez amerykańskiego reżysera filmowego Pata Sullivana i animatora Otto Messmera. Kot Feliks pojawił się po raz pierwszy w kreskówce pt. Feline Follies. Powstało kilkaset kreskówek z jego udziałem w latach 1919–1936, a także filmy i seriale animowane, takie jak:
- Kot Feliks (ang. Felix the Cat, 1958-1961).
- Felix the Cat: The Movie (1991).
- The Twisted Tales of Felix the Cat (1995-1997), który można obecnie oglądać na płytach Video CD, a także na kanale ATM Rozrywka.
- Mały kotek Feliks i przyjaciele (ang. Baby Felix (2000-2001) – japoński serial animowany, który obecnie można oglądać w Polsce na DVD.
- Kot Feliks ratuje Święta (ang. Felix the Cat Saves Christmas, 2004), który jest również dostępny na DVD w Polsce.

W 1992 roku powstała również gra komputerowa pod tym samym tytułem, na konsolę Nintendo Entertainment System i Game Boy firmy Nintendo.

## Paramount Pictures

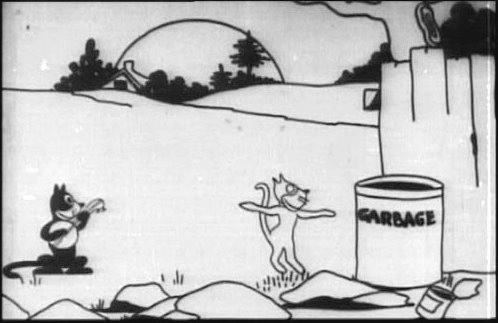
Feliks w jego pierwszym filmie „Feline Follies” z 1919 roku.

| Tytuł                               | Data premiery        |
| ----------------------------------- | -------------------- |
| „Feline Follies” patrz              | 9 listopada 1919     |
| „The Musical Mews”                  | 16 listopada 1919    |
| „The Adventures of Felix”           | 14 grudnia 1919      |
| „A Frolic with Felix”               | 25 stycznia 1920     |
| „Felix the Big Game Hunter”         | 22 lutego 1920       |
| „Wrecking a Romeo”                  | 7 marca 1920         |
| „Felix the Food Controller”         | 11 kwietnia 1920     |
| „Felix the Pinch Hitter”            | 18 kwietnia 1920     |
| „Foxy Felix”                        | 16 maja 1920         |
| „A Hungry Hoodoo”                   | 6 czerwca 1920       |
| „The Great Cheese Robbery”          | 13 czerwca 1920      |
| „Felix and the Feed Bag”            | 18 lipca 1920        |
| „Nifty Nurse”                       | 22 sierpnia 1920     |
| „The Circus”                        | 26 września 1920     |
| „My Hero”                           | 24 października 1920 |
| „Felix the Landlord”                | 21 listopada 1920    |
| „Felix's Fish Story”                | 26 grudnia 1920      |
| „Felix the Gay Dog”                 | 6 lutego 1921        |
| „Down on the Farm”                  | 6 lutego 1921        |
| „Felix the Hypnotist”               | 20 marca 1921        |
| „Free Lunch”                        | 15 kwietnia 1921     |
| „Felix Goes on Strike”              | 15 maja 1921         |
| „Felix Out of Luck”                 | 5 czerwca 1921       |
| „The Love Punch”                    | 3 lipca 1921         |
| „Felix Left at Home”                | 17 lipca 1921        |
| „Felix the Cat Hits the North Pole” | 1921                 |

## Margaret J. Winkler

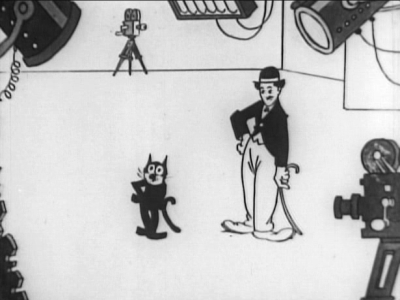
Feliks i Charlie Chaplin w pamiętnej scenie z „Feliks w Hollywood” (1923).

| Tytuł                            | Data premiery       |
| -------------------------------- | ------------------- |
| „Felix Saves the Day” patrz      | 1 lutego 1922       |
| „Felix at the Fair”              | 1 marca 1922        |
| „Felix Makes Good”               | 1 kwietnia 1922     |
| „Felix All at Sea”               | 1 maja 1922         |
| „Felix in Love”                  | 1 czerwca 1922      |
| „Felix in the Swim” patrz        | 1922                |
| „Felix Finds a Way”              | 1922                |
| „Felix Gets Revenge”             | 1922                |
| „Felix Wakes Up”                 | 1922                |
| „Felix Minds the Kid” patrz      | 1 października 1922 |
| „Felix Turns the Tide” patrz     | 1922                |
| „Felix Fifty-Fifty”              | 1922                |
| „Felix Comes Back”               | 1922                |
| „Felix on the Trail”             | 1922                |
| „Felix Lends a Hand” patrz       | 1922                |
| „Felix Gets Left”                | 1922                |
| „Felix in the Bone Age” patrz    | 1922                |
| „Felix the Ghost Breaker” view   | 1 stycznia 1923     |
| „Felix Wins Out”                 | 15 stycznia 1923    |
| „Felix Tries for Treasure”       | 15 kwietnia 1923    |
| „Felix Revolts” patrz            | 1923                |
| „Felix Calms His Conscience”     | 1923                |
| „Felix the Globe Trotter”        | 1923                |
| „Felix Gets Broadcasted” patrz   | 1923                |
| „Felix Strikes it Rich”          | 1923                |
| „Felix in Hollywood” patrz       | 1923                |
| „Felix in Fairyland” patrz       | 1923                |
| „Felix Laughs Last”              | 1923                |
| "Felix and the Radio             | 1923                |
| „Felix Fills a Shortage”         | 1923                |
| „Felix the Goat-Getter”          | 1923                |
| „Felix Goes A-Hunting” patrz     | 1923                |
| „Felix Out of Luck”              | 1924                |
| „Felix Loses Out”                | 15 stycznia 1924    |
| „Felix 'Hyps' the Hippo”         | 1924                |
| "Felix Crosses the Crooks        | 1924                |
| „Felix Tries to Rest”            | 1924                |
| „Felix Doubles for Darwin” patrz | 15 marca 1924       |
| „Felix Finds Out” partrz         | 1924                |
| „Felix Cashes In”                | 1924                |
| „Felix Fairy Tales”              | 1924                |
| „Felix Pinches the Pole”         | 1924                |
| „Felix Puts it Over”             | 1924                |
| „A Friend in Need”               | 1924                |
| „Felix Finds 'Em Fickle” patrz   | 1924                |
| „Felix Baffled by Banjos”        | 1924                |
| „Felix All Balled Up” patrz      | 1924                |
| „Felix Brings Home the Bacon”    | 1924                |
| „Felix Goes West” view           | 1924                |
| „Felix Minds His Business”       | 1924                |
| „Felix Grabs His Grub”           | 1924                |
| „Felix Goes Hungry”              | 1924                |
| „Felix Finishes First”           | 1924                |
| „Felix Wins and Loses”           | January 1, 1925     |
| „Felix All Puzzled” patrz        | 1925                |
| „Felix Follows the Swallows”     | 1925                |
| „Felix Rests in Peace”           | 1925                |
| „Felix Gets His Fill” patrz      | 1 marca 1925        |
| „Felix Full O' Fight”            | 13 kwietnia 1925    |
| „Felix Outwits Cupid”            | 27 kwietnia 1925    |
| „Felix Monkeys with Magic” patrz | 8 maja 1925         |
| „Felix Cops the Prize”           | 25 maja 1925        |
| „Felix Gets the Can” patrz       | 1925                |
| „Felix Dopes it Out” patrz       | 1925                |

## Educational Pictures
W latach 1925–1928 wyprodukowano w tym studio 78 filmów.

## Copley Pictures
| Tytuł                              | Data premiery |
| ---------------------------------- | ------------- |
| „False Vases”                      | 1929          |
| „One Good Turn”                    | 1929          |
| „Romeeow”                          | 1929          |
| „April Maze” patrz                 | 1930          |
| „Felix the Cat Woos Whoopee” patrz | 1930          |
| „Forty Winks”                      | 1930          |
| „Hootchy Kootchy Parlais Vous”     | 1930          |
| „Oceantics”                        | 1930          |
| „Skulls and Sculls” patrz          | 1930          |
| „Tee Time”                         | 1930          |

## Van Beuren/RKO Pictures
| Tytuł                                                        | Data premiery |
| ------------------------------------------------------------ | ------------- |
| „Felix the Cat and the Goose that Laid the Golden Egg” patrz | 7 lutego 1936 |
| „Neptune Nonsense” patrz                                     | 20 marca 1936 |
| „Bold King Cole” patrz                                       | 29 maja 1936  |